# 海洋清真寺
海洋清真寺（阿拉伯语：‎，羅馬化：Masjid al-Bahr，希伯來語：‎，羅馬化：Misgad HaYam）是以色列特拉维夫现存最古老的清真寺，建于1675年，它位于海港附近 HaAliya HaShniya 街。由于靠近地中海，使用这座清真寺的包括渔民和水手，以及附近的居民。